# Тюфанка
Тюфанка — деревня в Чеховском районе Московской области, в составе муниципального образования сельское поселение Стремиловское (до 28 февраля 2005 года входила в состав Стремиловского сельского округа), деревня связана автобусным сообщением с райцентром и соседними населёнными пунктами.

## Население
| 2002 | 2006 | 2010 |
| ---- | ---- | ---- |
| 4    | →4   | ↘3   |

## География
Тюфанка расположена примерно в 16 км на северо-запад от Чехова, на левом берегу реки Лопасня, у устья безымянного притока, высота центра деревни над уровнем моря — 177 м. На 2016 год в Тюфанке зарегистрирована 1 улица — Берёзовая роща и 4 садовых товарищества.